# Relient K
Relient K (rɨˈlaɪ.ənt keɪ), es una banda de rock originaria de Ohio, Estados Unidos. Fue fundada en 1998. En 2003, esta banda recibió muchas nominaciones por ser una de las mejores bandas de rock alternativo. Todos los miembros de esta banda son cristianos, según aseguró el líder de la banda, Matt Thiessen, en una entrevista.[cita requerida] Han grabado dos discos de rock cristiano.

## Historia

### All Work and No Play(1998–2000)
Después de que Relient K fuera fundada por Matthew Thiessen, Matt Hoopes y Brian Pittman en 1998, Todd Frascone se sumó durante un corto tiempo en 1998 como baterista. Sin embargo, Frascone abandonó el grupo después de grabar la primera demo, All Work and No Play. La demo estaba grabada por Mark Lee Townsend el exguitarrista en vivo para dc Talk. Townsend se reunió con el grupo porque su hija, Danielle, era amiga del grupo.

### The Anatomy of the Tongue in Cheek(2001–2002)
La banda lanzó su segundo álbum, The Anatomy of the Tongue in Cheek, en 2001.

### Two Lefts Don't Make a Right...but Three Do(2003)
En el año 2003 lanzaron su tercer disco, fueron nominados al mejor álbum de rock góspel, y ganaron el premio greg al álbum más moderno del año 2004.

### Five Score and Seven Years Ago(2007)
Algunas canciones de este disco fueron producidas por Howard Benson, (The All-American Rejects, My Chemical Romance, P.O.D.). Matt Thiessen dijo que el título del álbum vino precisamente porque es su quinto álbum, además es la primera vez que ellos están juntos en un disco y desde su primer disco hace siete años.

## Miembros de la Banda
- Matt Thiessen - Líder, Vocalista, Guitarra, Piano
- Matt Hoopes - Guitarra, Coros, Banjo
- Ethan Luck - Batería, Coros
- John Warne - Bajo, Coros
- Jon Schneck - Segunda Guitarra, Coros

## Discografía

### Studio albums
- All Work & No Play (1998)
- 2000 A.D.D. EP (2000)
- Relient K (2000)
- The Creepy EP (2001)
- The Anatomy of the Tongue in Cheek (2001)
- Employee Of The Month EP (2002)
- Two Lefts Don't Make a Right...but Three Do (2003)
- The Vinyl Countdown EP (2003)
- Deck the Halls, Bruise Your Hand (2003)
- Mmhmm (2004)
- Apathetic EP (2005)
- Must Have Done Something Right EP (2006)
- Five Score and Seven Years Ago (2007)
- Let It Snow, Baby... Let It Reindeer (2007)
- The Bird and the Bee Sides (2008)
- Forget and Not Slow Down (2009)
- Is For Karaoke (2011)
- Collapsible lung (2013)